# Banton

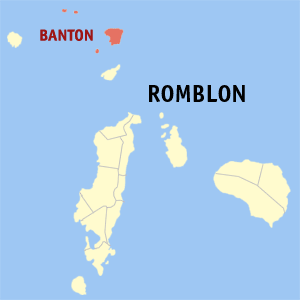
Bản đồ Romblon với vị trí của Banton

Banton là một đô thị hạng 5 ở tỉnh Romblon, Philippines. Theo điều tra dân số năm 2000, đô thị này có dân số 6.769 người trong 1.478 hộ.
Banton gồm đảo chính Banton và các đảo không có người ở Bantoncillo, các đảo Dos Hermanas gồm Carlota và Isabel.

## Hành chính
Banton được chia thành 17 barangay.
| - Balogo - Banice - Hambi-an - Lagang - Libtong - Mainit - Nabalay - Nasunogan - Poblacion | - Sibay - Tan-Ag - Toctoc - Togbongan - Togong - Tungonan - Tumalum - Yabawon |